# أرقام الهاتف في قطر
أرقام الهاتف في قطر تتكون بحد أدنى من 3 أرقام وبحد أقصى من 8 أرقام، دون احتساب رمز البلد.

## الهاتف الثابت في قطر
| قائمة التغييرات          | قائمة التغييرات | قائمة التغييرات | قائمة التغييرات      | قائمة التغييرات  | قائمة التغييرات  | قائمة التغييرات |
| وقت وتاريخ التغيير       | رقم وطني        | رقم وطني        | استخدام الرقم E.164  | التشغيل المتوازي | التشغيل المتوازي | المشغل          |
| وقت وتاريخ التغيير       | رقم قديم        | رقم جديد        | استخدام الرقم E.164  | بداية            | نهاية            | المشغل          |
| ------------------------ | --------------- | --------------- | -------------------- | ---------------- | ---------------- | --------------- |
| 27. 7.2010 21:01 (ت ع م) | 3 XXXXXX        | 33 XXXXXX       | خدمات الهاتف المحمول | غير متاح         | غير متاح         | أوريدو          |
| 27. 7.2010 21:01 (ت ع م) | 4 XXXXXX        | 44 XXXXXX       | خدمات الهاتف الثابت  | غير متاح         | غير متاح         | أوريدو          |
| 27. 7.2010 21:01 (ت ع م) | 5 XXXXXX        | 55 XXXXXX       | خدمات الهاتف المحمول | غير متاح         | غير متاح         | أوريدو          |
| 27. 7.2010 21:01 (ت ع م) | 6 XXXXXX        | 66 XXXXXX       | خدمات الهاتف المحمول | غير متاح         | غير متاح         | أوريدو          |
| 27. 7.2010 21:01 (ت ع م) | 7 XXXXXX        | 77 XXXXXX       | خدمات الهاتف المحمول | غير متاح         | غير متاح         | فودافون قطر     |
| 27. 7.2010 21:01 (ت ع م) | 3 XXXXXX        | 31 XXXXXX       | خدمات الهاتف المحمول | غير متاح         | غير متاح         | فودافون قطر     |

### قبل التغييرات
| قائمة رموز المنطقة | قائمة رموز المنطقة | قائمة رموز المنطقة | قائمة رموز المنطقة                    | قائمة رموز المنطقة                                  |
| الأرقام الأولى     | طول الرقم          | طول الرقم          | الاستخدام                             | معلومات إضافية                                      |
| الأرقام الأولى     | حد أقصى            | حد أدنى            | الاستخدام                             | معلومات إضافية                                      |
| ------------------ | ------------------ | ------------------ | ------------------------------------- | --------------------------------------------------- |
| 1                  | 3                  | 3                  | رقم غير جغرافي - رموز قصيرة           | لا يمكن الاتصال به من دول أخرى إلا بالاتفاق الثنائي |
| 20                 | 4                  | 4                  | رقم غير جغرافي - رموز قصيرة           | لا يمكن الاتصال به من دول أخرى إلا بالاتفاق الثنائي |
| 21                 | 7                  | 7                  | رقم غير جغرافي - نداء                 | يُسحب عند توقف خدمة النداء                           |
| 22                 | 7                  | 7                  | رقم غير جغرافي - نداء                 | يُسحب عند توقف خدمة النداء                           |
| 23                 | 7                  | 7                  | خدمات الهاتف الثابت                   | وزارة الداخلية                                      |
| 261                | 7                  | 7                  | رقم غير جغرافي - نداء                 | يُسحب عند توقف خدمة النداء                           |
| 3                  | 7                  | 7                  | خدمات الهاتف المحمول                  | أوريدو                                              |
| 4                  | 7                  | 7                  | خدمات الهاتف الثابت                   |                                                     |
| 5                  | 7                  | 7                  | خدمات الهاتف المحمول                  | أوريدو                                              |
| 6                  | 7                  | 7                  | خدمات الهاتف المحمول                  | أوريدو                                              |
| 7                  | 7                  | 7                  | خدمات الهاتف المحمول                  | فودافون قطر                                         |
| 800                | 7                  | 7                  | رقم غير جغرافي - هاتف مجاني           |                                                     |
| 900                | 7                  | 7                  | رقم غير جغرافي - نص صوتي              |                                                     |
| 92                 | 5                  | 5                  | رقم غير جغرافي - خدمة الرسالة القصيرة | أوريدو                                              |
| 97                 | 5                  | 5                  | رقم غير جغرافي - خدمة الرسالة القصيرة | فودافون قطر                                         |
| 99                 | 3                  | 3                  | رقم غير جغرافي - رموز قصيرة للطوارئ   | لا يمكن الاتصال به من دول أخرى إلا بالاتفاق الثنائي |

### بعد التغييرات
بدءاً من صباح الأربعاء 28 يوليو 2010، تغيرت أرقام الهاتف في قطر بحيث تكرر الرقم الأول من أرقام الهواتف الثابتة أو المحمولة التي تبدأ بأرقام (3)، و(4)، و(5)، و(6)، و(7) لتصبح (33)، و(44)، و(55)، و(66)، و(77) على التوالي، بما في ذلك أرقام الفاكس؛ بينما بقيت دون تغيير جميع أرقام الطوارئ بما فيها (999) و(112) والأرقام المستخدمة في الرسائل النصية القصيرة والاتصالات المباشرة المجانية و خدمات النداء الآلي، والأرقام المختصرة وأرقام وزارة الداخلية، والتي تبدأ بـ (1) و(2) و(8) و(9).